# Чемпионат мира по лёгкой атлетике в помещении 2006
XI чемпионат мира по лёгкой атлетике в помещении проходил в Москве (Россия) с 10 по 12 марта 2006 года в спортивном комплексе «Олимпийский» (вместимость — 15 000 человек). В чемпионате приняли участие 635 спортсменов из 133 стран. Москва и Россия впервые в истории принимали чемпионат мира или Европы по лёгкой атлетике. Председателем организационного комитета чемпионата являлся мэр Москвы Юрий Лужков.

## Общая информация
Выборы города проведения чемпионат мира в помещении 2006 года проходили в ноябре 2003 года. При выборе члены исполкома ИААФ руководствовались следующими критериями: результаты лучших спортсменов, представляющих страну; уровень организации соревнований; уровень интереса к этому виду спорта внутри страны и качество телевизионных трансляций. На итоговом голосовании победила Москва.
В программе чемпионата мира было разыграно 26 комплектов наград — по 13 среди мужчин и женщин. Для размещения в Москве участников чемпионата и VIP-гостей на три дня были полностью забронированы гостиницы «Космос» и «Ренессанс». Общий призовой фонд чемпионата мира составил 2 288 000 долларов США). Советом ИААФ были утверждены следующие денежные призы (в долларах США):
- Золото — 40 000
- Серебро — 20 000
- Бронза — 10 000
- 4-е место — 8 000
- 5-е место — 6 000
- 6-е место — 4 000
- Мировой рекорд — 50 000

В общекомандном медальном зачёте первое место изначально заняли легкоатлеты России, обойдя на одну золотую медаль команду США. Однако в 2013 году прыгунья в длину Татьяна Котова была лишена своей золотой медали за нарушение антидопинговых правил. Её медаль перешла к американке Тианне Мэдисон, и таким образом, сборная США стала первой в общекомандном зачёте. В Москве 6 из 7 золотых наград России принесли женщины, у американцев, напротив, 6 из 8 золотых медалей завоевали мужчины. Единственной спортсменкой, ставшей в Москве двукратной чемпионкой мира, была российская бегунья Олеся Красномовец, победившая на дистанции 400 м и в эстафете 4×400 м в составе сборной России.
Всего в Москве награды завоевали 34 из 133 соревновавшихся стран, а 11 из них выиграли хотя бы одно золото. Почти 40 % всех разыгранных наград (31 из 78) пришлись на долю легкоатлетов России и США.
Знаменитая 33-летняя мозамбикская бегунья Мария Мутола выиграла золото чемпионата мира в помещении на дистанции 800 метров 7-й раз в карьере. До этого она побеждала в 1993, 1995, 1997, 2001, 2003 и 2004 годах. Единственный раз за последние 8 чемпионатов мира в помещении Мутола не сумела выиграть золото в 1999 году в Маэбаси, когда её опередила чешка Людмила Форманова. 7 титулов чемпионки мира в помещении стали абсолютным рекордом в истории этих соревнований. Позднее 7-кратной чемпионкой мира в зале также стала россиянка Наталья Назарова, но она 5 из 7 своих титулов выиграла в эстафете 4×400 м, тогда как Мутола все 7 золотых медалей выиграла в индивидуальной дисциплине.
Ряд стран выиграл в Москве первые в своей истории награды чемпионатов мира по лёгкой атлетике в помещении. Игнисиус Гайса принёс Гане первое в истории золото на чемпионатах мира (как зимних, так и летних), победив в прыжках в длину. В тех же прыжках в длину Ирвин Саладино выиграл серебро и принёс Панаме первую в истории медаль чемпионатов мира в помещении. На дистанции 400 метров серебро Калифорнии Молефе стало первой наградой Ботсваны.
Можно также отметить отсутствие сильных спортсменов из сборной Великобритании — британские легкоатлеты предпочли чемпионату миру подготовку к Игры Содружества в Мельбурне, которые прошли с 15 по 26 марта.

## Медалисты

### Мужчины
2003 | 2004 | 2006 | 2008 | 2010
| Дисциплина       | Золото                                                                             | Серебро                                                                                      | Бронза                                                                                          |
| 60 метров        | Леонард Скотт — 6,50 сек США                                                       | Андрей Епишин — 6,52 сек Россия                                                              | Терренс Трэммелл — 6,54 сек США                                                                 |
| 400 метров       | Аллейн Франсик — 45,54 сек Гренада                                                 | Калифорния Молефе — 45,75 сек Ботсвана                                                       | Крис Браун — 45,78 сек Багамские Острова                                                        |
| 800 метров       | Уилфред Бунгей — 1:47,15 Кения                                                     | Мбулаени Мулаудзи — 1:47,16 ЮАР                                                              | Юрий Борзаковский — 1:47,38 Россия                                                              |
| 1500 метров      | Иван Гешко — 3:42,08 Украина                                                       | Дэниэл Кипчирчир Комен — 3:42,55 Кения                                                       | Элакана Ангвеньи — 3:42,98 Кения                                                                |
| 3000 метров      | Кенениса Бекеле — 7:39,32 Эфиопия                                                  | Саиф Саид Шахин — 7:41,28 Катар                                                              | Элиуд Кипчоге — 7:42,58 Кения                                                                   |
| 60 метров с/б    | Терренс Трэммелл — 7,43 сек США                                                    | Дайрон Роблес — 7,46 сек Куба                                                                | Доминик Арнольд — 7,52 сек США                                                                  |
| Эстафета 4×400 м | США — 3:03,24 · Тайри Вашингтон · Лашон Мерритт · Милтон Кэмпбелл · Уоллас Спирмон | Польша — 3:04,67 · Данель Домбровский · Марцин Марцинишин · Рафал Верушевский · Пётр Климчак | Россия — 3:06,91 · Константин Свечкарь · Александр Деревягин · Евгений Лебедев · Дмитрий Петров |
| Прыжки в высоту  | Ярослав Рыбаков — 2,37 м Россия                                                    | Андрей Терёшин — 2,35 м Россия                                                               | Линус Тёрнблад — 2,33 м Швеция                                                                  |
| Прыжки с шестом  | Брэд Уокер — 5,80 м США                                                            | Альхаджи Дженг — 5,70 м Швеция                                                               | Тим Лобингер — 5,60 м Германия                                                                  |
| Прыжки в длину   | Игнисиус Гайса — 8,30 м Гана                                                       | Ирвин Саладино — 8,29 м Панама                                                               | Эндрю Хоу — 8,19 м Италия                                                                       |
| Тройной прыжок   | Уолтер Дэвис — 17,73 м США                                                         | Жадел Грегориу — 17,56 м Бразилия                                                            | Йоандри Бетансос — 17,42 м Куба                                                                 |
| Толкание ядра    | Риз Хоффа — 22,11 м США                                                            | Иоахим Ольсен — 21,16 м Дания                                                                | Павел Софьин — 20.68 м Россия                                                                   |
| Семиборье        | Андре Никлаус — 6192 очка Германия                                                 | Брайан Клэй — 6187 очков США                                                                 | Роман Шебрле — 6161 очко Чехия                                                                  |

### Женщины
2003 | 2004 | 2006 | 2008 | 2010
| Дисциплина       | Золото                                                                                   | Серебро                                                                      | Бронза                                                                             |
| 60 метров        | Мелиса Барбер — 7,01 сек США                                                             | Лорин Уильямс — 7,01 сек США                                                 | Ким Геварт — 7,11 сек Бельгия                                                      |
| 400 метров       | Олеся Красномовец — 50,04 сек CR Россия                                                  | Ваня Стамболова — 50,21 сек Болгария                                         | Кристин Амертил — 50,34 сек Багамские Острова                                      |
| 800 метров       | Мария Мутола — 1:58,90 Мозамбик                                                          | Кения Синклер — 1:59,54 Ямайка                                               | Хасна Бенхасси — 2:00,34 Марокко                                                   |
| 1500 метров      | Юлия Чиженко — 4:04,70 Россия                                                            | Елена Соболева — 4:05,21 Россия                                              | Марьям Юсуф Джамаль — 4:05,53 Бахрейн                                              |
| 3000 метров      | Месерет Дефар — 8:38,80 Эфиопия                                                          | Лилия Шобухова — 8:42,18 Россия                                              | Лидия Хоецкая — 8:42,59 Польша                                                     |
| 60 метров с/б    | Дервал О’Рурк — 7,84 сек Ирландия                                                        | Глори Алози — 7,86 сек Испания                                               | Сюзанна Каллур — 7,87 сек Швеция                                                   |
| Эстафета 4×400 м | Россия — 3:24,91 · Татьяна Левина · Наталья Назарова · Олеся Красномовец · Наталья Антюх | США — 3:28,63 · Дебби Данн · Тиффани Уильямс · Моника Харгроув · Мэри Даннер | Беларусь — 3:28,65 · Наталья Сологуб · Анна Козак · Юлиана Жолнерук · Илона Усович |
| Прыжки в высоту  | Елена Слесаренко — 2,02 м Россия                                                         | Бланка Влашич — 2,00 м Хорватия                                              | Рут Бейтия — 1,98 м Испания                                                        |
| Прыжки с шестом  | Елена Исинбаева — 4,80 м Россия                                                          | Анна Роговская — 4,75 м Польша                                               | Светлана Феофанова — 4,70 м Россия                                                 |
| Прыжки в длину   | Тианна Мэдисон — 6,80 м США                                                              | Найде Гомеш — 6,76 м Португалия                                              | Консепсьон Монтанер — 6,76 м Испания                                               |
| Тройной прыжок   | Татьяна Лебедева — 14,95 м Россия                                                        | Анна Пятых — 14,93 м Россия                                                  | Ямиле Алдама — 14,86 м Судан                                                       |
| Толкание ядра    | Наталья Хоронеко — 19,84 м Беларусь                                                      | Надин Клайнерт — 19,64 м Германия                                            | Ольга Рябинкина — 19,24 м Россия                                                   |
| Пятиборье        | Людмила Блонская — 4685 очков Украина                                                    | Карин Рукштуль — 4607 очков Нидерланды                                       | Ольга Левенкова — 4579 очков Россия                                                |

## Общий медальный зачёт
(Жирным выделено самое большое количество медалей в своей категории, принимающая страна также выделена)
| Общее количество медалей | Общее количество медалей | Общее количество медалей | Общее количество медалей | Общее количество медалей | Общее количество медалей |
| Место                    | Страна                   | Золото                   | Серебро                  | Бронза                   | Всего                    |
| ------------------------ | ------------------------ | ------------------------ | ------------------------ | ------------------------ | ------------------------ |
| 1                        | США                      | 8                        | 3                        | 2                        | 13                       |
| 2                        | Россия                   | 7                        | 5                        | 6                        | 18                       |
| 3                        | Украина                  | 2                        | 0                        | 0                        | 2                        |
| 3                        | Эфиопия                  | 2                        | 0                        | 0                        | 2                        |
| 5                        | Кения                    | 1                        | 1                        | 2                        | 4                        |
| 6                        | Германия                 | 1                        | 1                        | 1                        | 3                        |
| 6                        | Беларусь                 | 1                        | 1                        | 1                        | 3                        |
| 8                        | Гана                     | 1                        | 0                        | 0                        | 1                        |
| 8                        | Гренада                  | 1                        | 0                        | 0                        | 1                        |
| 8                        | Ирландия                 | 1                        | 0                        | 0                        | 1                        |
| 8                        | Мозамбик                 | 1                        | 0                        | 0                        | 1                        |
| 12                       | Польша                   | 0                        | 2                        | 1                        | 3                        |
| 13                       | Швеция                   | 0                        | 1                        | 2                        | 3                        |
| 13                       | Испания                  | 0                        | 1                        | 2                        | 3                        |
| 15                       | Куба                     | 0                        | 1                        | 1                        | 2                        |
| 16                       | Ботсвана                 | 0                        | 1                        | 0                        | 1                        |
| 16                       | Бразилия                 | 0                        | 1                        | 0                        | 1                        |
| 16                       | Болгария                 | 0                        | 1                        | 0                        | 1                        |
| 16                       | Ямайка                   | 0                        | 1                        | 0                        | 1                        |
| 16                       | Катар                    | 0                        | 1                        | 0                        | 1                        |
| 16                       | Хорватия                 | 0                        | 1                        | 0                        | 1                        |
| 16                       | Нидерланды               | 0                        | 1                        | 0                        | 1                        |
| 16                       | Панама                   | 0                        | 1                        | 0                        | 1                        |
| 16                       | Португалия               | 0                        | 1                        | 0                        | 1                        |
| 16                       | ЮАР                      | 0                        | 1                        | 0                        | 1                        |
| 27                       | Багамские Острова        | 0                        | 0                        | 2                        | 2                        |
| 28                       | Бахрейн                  | 0                        | 0                        | 1                        | 1                        |
| 28                       | Бельгия                  | 0                        | 0                        | 1                        | 1                        |
| 28                       | Дания                    | 0                        | 0                        | 1                        | 1                        |
| 28                       | Италия                   | 0                        | 0                        | 1                        | 1                        |
| 28                       | Марокко                  | 0                        | 0                        | 1                        | 1                        |
| 28                       | Судан                    | 0                        | 0                        | 1                        | 1                        |
| 28                       | Чехия                    | 0                        | 0                        | 1                        | 1                        |